# Charles H. Ruggles
Charles Herman Ruggles (* 10. Februar 1789 in New Milford, Connecticut; † 16. Juni 1865 in Poughkeepsie, New York) war ein US-amerikanischer Jurist und Politiker. Zwischen 1821 und 1823 vertrat er den Bundesstaat New York im US-Repräsentantenhaus.

## Werdegang
Charles Herman Ruggles wurde ungefähr sechs Jahre nach dem Ende des Unabhängigkeitskrieges in New Milford geboren, studierte und schloss seine Vorstudien ab. Er studierte Jura. Nach dem Erhalt seiner Zulassung als Anwalt begann er in Kingston zu praktizieren. 1820 saß er in der New York State Assembly. Politisch gehörte er der Föderalistischen Partei an.
Bei den Kongresswahlen des Jahres 1820 für den 17. Kongress wurde er im siebten Wahlbezirk von New York in das US-Repräsentantenhaus in Washington, D.C. gewählt, wo er am 4. März 1821 die Nachfolge von Jacob H. De Witt antrat. Da er auf eine erneute Kandidatur im Jahr 1822 verzichtete, schied er nach dem 3. März 1823 aus dem Kongress aus.
Zwischen 1833 und 1846 war Ruggles Bezirksrichter und Vice Chancellor am zweiten Gerichtsbezirk von New York. Danach zog er nach Poughkeepsie im Dutchess County. 1846 nahm er an der verfassunggebenden Versammlung von New York teil. Ruggles war Richter am Court of Dutchess County. Er saß wieder in die New York State Assembly. Am 7. Juni 1847 wurde er zu einem der ersten Richter am New York Court of Appeals gewählt. Am 22. Juni fand eine Lotterie statt, bei der die Länge der Amtszeiten bestimmt wurde. Ruggles bekam eine sechs Jahre lange Amtszeit und trat den Posten am 5. Juli an. Nach dem Rücktritt von Greene C. Bronson als Chief Judge im April 1851 wurde er der neue Chief Judge – eine Stellung, die er bis Ende 1853 innehatte. Im November 1853 wurde Ruggles für eine achtjährige Amtszeit als beisitzender Richter (associate judge) wiedergewählt. Im Juni 1855 wurde er krank, so dass er zwischen Juni und September dem Gericht fernblieb. Am 20. August 1855 verkündete er seinen Rücktritt zum 20. Oktober 1855. Im November 1855 wurde George F. Comstock an das Berufungsgericht gewählt, um seine Vakanz zu füllen. Er verstarb wenige Tage vor dem Ende des Bürgerkrieges am 16. Juni 1865 in Poughkeepsie und wurde dann auf dem Christ Church (Episcopal) Cemetery beigesetzt. Seine sterblichen Überreste wurden dann 1888 auf den Poughkeepsie Rural Cemetery umgebettet.